# Indravarman I
Indravarman I fue el tercer rey de Angkor del Imperio jemer en la actual Camboya, de 877 a 890.

## Origen
Indravarman I es, según la estela de fundación de Preah Ko, hijo de un cierto Prthivindravarman, « nacido de una familia de Kshatriya ». Su madre Prthindradevi , « nacida de una familia donde se han sucedido los reyes », tiene por padre a Cri Rudravarman y por abuelo materno a Cri Nrpatindravarman II.

## Reinado
Indravraman I hereda de su padre, Prthvindravarman, y de su abuelo, Mahipativarman. Anexiona sin duda Cambhupura, donde reina un rey desconocido, esposo de la reina Jyestharya y lejano sucesor de Jayavarman I. Indravraman I sucede finalmente a su primo Jayavarman III.
Su reino parece haber mantenido relaciones fluidas con Champa, China y Java.
Hace construir en Hariharalaya, sobre las ruinas de la antigua capital de Jayavarman II, un templo de Estado (el Bakong), un templo a los ancestros (Preah Ko) y un depósito (Baray de Lolei). Al mismo tiempo, emprende trabajos al noroeste de esta localización, sobre el sitio de Angkor, donde su hijo, Yasovarman I, va a instalar su capital.

## Posteridad
Indravarman I desposa a la princesa Indradevi, hija de Mahipativarman, y deja tres hijos, a saber Yasovarman I, su hijo y sucesor; Jayadevi, esposa de Jayavarman IV y madre de Harṣavarman II, y finalmente Mahendradevî, esposa del príncipe Mahendravarman de Bhavapura, ambos,padres del rey Rajendravarman II.